# سام دغلس
أسامة محمد فتحي دغلس، المعروف باسم سام دغلس (ولد في 18 سبتمبر 1979)، هو لاعب كرة سلة أردني محترف من أصل فلسطيني. يعمل حاليًا كمدرب مساعد لفريق ريو غراندي فالي فايبرز التابع لدوري الرابطة الوطنية لفئة التطوير. ولد في تاييوان، شانشي، وعاش في سان دييغو، كاليفورنيا، حيث لعب لصالح مدرسة جيمس ماديسون الثانوية.
في عام 2006، تم اختياره في المركز الرابع في الجولة الثامنة من قبل فريق Idaho Stampede من دوري الرابطة الوطنية لفئة التطوير.

## بداية مسيرته المهنية
بدأ دغلس ممارسة رياضة كرة السلة في سن الرابعة عشرة أثناء زياراته إلى الملاعب المحلية. لقد تمكن من الانضمام إلى فريق الجامعة في مدرسة جيمس ماديسون الثانوية في عامه الأول. تعرض  لحادث سيارة في سنوات دراسته الجامعية الأولى. كان هذا قبل انضمامه إلى فريق متنقل يسمى هاي فايف أمريكا. فاز بجائزة أفضل لاعب في كلية سان دييغو ميسا خلال العامين اللذين قضاهما في الكلية الإعدادية.
بعد ذلك حصل دغلس على منحة دراسية لحضور جامعة ولاية ميدويسترن في سنته الدراسية الثالثة. في موسم 2001-2002، حقق في المتوسط 10.1 نقطة و4.4 كرات مرتدة و4.5 تمريرات حاسمة أثناء مشاركته في 24 مباراة من أصل 26.

## الاحتراف
بدأ دغلس مسيرته الاحترافية في عام 2003 بالانضمام إلى فريق نادي فاست لينك الرياضي في الدوري الأردني لكرة السلة. لقد قاد فريق فاست لينك  في تأمين بطولة الدوري لعام 2007. بالإضافة إلى ذلك، حصل دغلس على لقب أفضل لاعب في الدوري الأردني لكرة السلة مرتين لموسمي 2003-2004 و2005-2006. كما تم التصويت له كأفضل صانع ألعاب في كأس أبطال آسيا لكرة السلة 2006 لقيادته فريقه فاستلينك إلى المركز الأول.
في عام 2006، تم اختياره في المركز الرابع في الجولة الثامنة من قبل فريق Idaho Stampede التابع لدوري الرابطة الوطنية لفئة التطوير.
دغلس هو عضو في المنتخب الوطني الأردني لكرة السلة منذ عام 2003، ووقع دغلس مع فريق تي إن تي كاتروبا التابع لرابطة كرة السلة الفلبينية  باعتباره لاعبًا مستوردًا من آسيا خلال بطولة كأس حكام رابطة كرة السلة الفلبينية لعام 2015.

## روابط خارجية
- سام  دغلس على موقع الاتحاد الدولي لكرة السلة (الإنجليزية)
- سام  دغلس على موقع كرة السلة الأوروبية.كوم (الإنجليزية)
- سام  دغلس على موقع ريلجم (الإنجليزية)
- سام  دغلس على موقع بروبوليرز (الإنجليزية)
- سام  دغلس على موقع سبورتس رفرنس (الإنجليزية)